# ریچارد کروز
ریچارد کروز (انگلیسی: Richard Kruse؛ زادهٔ ۳۰ ژوئیهٔ ۱۹۸۳) شمشیرباز اهل انگلستان است.